# Maidanețke, Talne
Maidanețke (în ucraineană Майданецьке) este o comună în raionul Talne, regiunea Cerkasî, Ucraina, formată numai din satul de reședință. În secolul al XIX-lea, satul făcea parte din volostul Talne, uezdul Uman.

## Demografie
Componența lingvistică a comunei Maidanețke
     Ucraineană (97,51%)
     Rusă (1,65%)
     Alte limbi (0,76%)
Conform recensământului din 2001, majoritatea populației comunei Maidanețke era vorbitoare de ucraineană (97,51%), existând în minoritate și vorbitori de rusă (1,65%).